# Joseph d'Ailhaud de Brisis
Joseph d'Ailhaud de Brisis est un homme politique français né le 17 juin 1784 à Vitrolles-en-Lubéron (Comtat Venaissin) et mort le 12 juillet 1867 à Nyons (Drôme).

## Biographie
Joseph Antoine Gaspard Vincent d'Ailhaud de Brisis naît le 17 juin 1784 à Vitrolles, dans le Luberon. Il est le fils de Pierre Jean Gaspard d'Ailhaud, baron d'Entrechaux et de Castelet, et de son épouse, Anne Marguerite Thérèse Caritat de Condorcet. 
Docteur en médecine en 1813, Joseph d'Ailhaud de Brisis se lance dans la culture du ver à soie. Il est juge de paix du canton de Nyons de 1824 à 1857 et député de la Drôme de 1834 à 1837, siégeant avec les légitimistes. Il est conseiller général en 1838 et vice-président du conseil général en 1855.
Il meurt le 12 juillet 1867 à Nyons.

## Distinctions
- Chevalier de la Légion d'honneur (décret du 14 juin 1856)[3]

## En savoir plus